# Anacroneuria lepida
Anacroneuria lepida är en bäcksländeart som beskrevs av František Klapálek 1922. Anacroneuria lepida ingår i släktet Anacroneuria och familjen jättebäcksländor. Inga underarter finns listade i Catalogue of Life.